# (3794) Sthenelos
(3794) Sthenelos (1985 TF3) – planetoida z grupy trojańczyków okrążająca Słońce w ciągu 11 lat i 310 dni w średniej odległości 5,19 j.a. Odkryli ją Carolyn i Eugene Shoemaker 12 października 1985 roku.